# Argensee
Der Argensee ist ein Stillgewässer im Gebiet der baden-württembergischen Gemeinde Kißlegg im Landkreis Ravensburg in Deutschland.

## Lage
Der rund 27 Hektar große Argensee, etwa dreieinhalb Kilometer südöstlich der Kißlegger Ortsmitte auf einer Höhe von 655,3 m ü. NHN gelegen, wird heute zur Angelfischerei und zum Badebetrieb genutzt.

## Hydrologie
Der See entstand gegen Ende der letzten Kaltzeit vor rund 16.000 Jahren. Sein Einzugsgebiet erstreckt sich auf 573 Hektar. Die Größe der Wasseroberfläche beträgt 26,7 Hektar, bei einer durchschnittlichen Tiefe von 4,0 Meter und einer maximalen Tiefe von 8,0 Meter ergibt sich ein Volumen von rund 1.077.000 Kubikmeter.
Der Hauptzulauf des Sees erfolgt von Norden und Nordosten durch mehrere Gräben und den Gebrazhofer Bach, der Abfluss über den Wuhrmühleweiher und Argenseebach zur Wolfegger Ach und Schussen in den Bodensee und damit zum Rhein und letztendlich in die Nordsee.

## Ökologie
Bis 2015 waren Kißlegg und Leutkirch im Allgäu (nur Einzugsgebiet) mit dem Argensee am Aktionsprogramm zur Sanierung oberschwäbischer Seen beteiligt. Ein wichtiges Ziel dieses Programms ist es, Nährstoffeinträge in Bäche, Seen und Weiher zu verringern und die Gewässer dadurch in ihrem Zustand zu verbessern und zu erhalten.
Das Einzugsgebiet des Sees wird zu 25 Prozent für die Wald- und 60 Prozent für die Landwirtschaft – hauptsächlich Grünland – genutzt.
| Jahr                                     | 1987 | 1988 | 1989 | 1992 | 1997 | 2002 | 2006 | 2011 |
| Gesamt PO4-Phosphor (µg/l)               | -    | 44   | 65   | 44   | 46   | 39   | 40   | 27   |
| Chlorophyll a (µg/l)                     | 21   | 22   | 33   | -    | 23   | 14   | 10   | 12   |
| Chlorophyll a-Spitze (µg/l)              | 44   | 49   | 149  | -    | 38   | 45   | 25   | 19   |
| anorganischer Gesamt-Stickstoff a (mg/l) | 0,93 | 0,81 | 0,98 | 0,62 | 0,46 | 0,77 | 1,02 | 0,74 |
| Sichttiefe (m)                           | 1,8  | 1,5  | 2,0  | -    | 1,7  | 2,2  | 1,8  | 2,0  |

## Schutzgebiete
Der Argensee ist Teil des ihn umgebenden Landschaftsschutzgebiets „Argensee“ als auch des FFH-Gebiets „Feuchtgebiete bei Waldburg und Kißlegg“.